# Antigua Guatemala
Antigua Guatemala (chiamata anche Antigua o La Antigua) è una cittadina situata nella zona di montagna al centro del Guatemala, famosa per i suoi esempi ottimamente conservati di architettura barocca ispanoamericana e per il fatto che vi si trovano varie antiche chiese in rovina molto suggestive.
È stata dichiarata Patrimonio dell'umanità dall'UNESCO nel 1979.
Antigua Guatemala è una sede municipale, ed è capoluogo del Dipartimento di Sacatepéquez.

## Geografia fisica

### I vulcani
Il territorio intorno ad Antigua è caratterizzato dalla presenza di tre grandi vulcani.
Il più imponente, a sud della cittadina, è il Volcán de Agua o "Vulcano d'Acqua, alto circa 3766 metri. Viene così chiamato perché il cratere alla sommità una volta era pieno di acqua. Poco tempo dopo la conquista spagnola del Guatemala la prima capitale, che era stata edificata su uno dei versanti di questa montagna, fu spazzata via da un alluvionale torrente di fango quando un terremoto fece tracimare l'acqua dal cratere. La città fu quindi spostata nel luogo ove ora si trova Antigua, mentre il sito originale è ridotto ad un piccolo villaggio chiamato "Ciudad Viejia".
Ad ovest rispetto alla città vi sono altre due vette: l'Acatenango, da lungo tempo inattivo, alto circa 3976 metri e il Volcán de Fuego o "Vulcano di Fuoco", alto 3763 metri. Il Volcán de Fuego è famoso per essere quasi costantemente in attività anche se con una bassa intensità. Le emissioni di fumo dalla sua vetta sono quotidiane, ma di rado si verificano eruzioni di maggior forza.

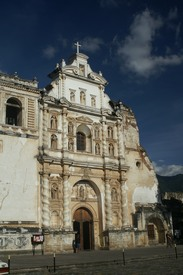
Chiesa di San Francesco (Antigua)

## Storia
Fu fondata il 10 marzo del 1543, dopo che la vicina cittadina di Ciudad Vieja fu distrutta da un'alluvione. Antigua Guatemala fu per oltre 200 anni la sede del governatore militare della Capitaneria Generale del Guatemala, un vasto territorio, parte delle colonie spagnole, che comprendeva quasi tutta l'odierna America centrale.
I conquistadores chiamarono ufficialmente la città La Muy Noble y Muy Leal Ciudad de Santiago de los Caballeros de Guatemala (La Nobilissima e Lealissima Città di Santiago dei Cavalieri del Guatemala), ma in realtà era conosciuta semplicemente come Santiago de Guatemala in onore del loro santo protettore Santiago, ovvero San Giacomo.
Nel 1773 una serie di terremoti distrusse gran parte della città. La Corona Spagnola dispose quindi nel 1776 lo spostamento della capitale in una località più sicura, ovvero nel luogo dove sorge la Città del Guatemala, l'odierna capitale del Guatemala. Ordinò anche che la città, che era stata praticamente rasa al suolo, venisse abbandonata, ma non tutti gli abitanti accettarono di andarsene.

### Presente
Il Parco centrale rappresenta il cuore della città ed è adornato da una bellissima antica fontana restaurata. La gente affolla il parco in ogni momento della giornata, dal primo mattino alla tarda serata.
Antigua è oggi famosa per le elaborate e folcloristiche celebrazioni religiose che si svolgono dalla Settimana santa fino a Pasqua.
Ad Antigua si trovano numerose scuole di lingua spagnola. Infatti, grazie all'organizzazione di percorsi di studio personalizzati ed alle ragionevoli rette richieste, è diventata una delle sedi più famose per lo studio dello Spagnolo in America Latina. Gli studenti sono generalmente ospitati da famiglie locali oppure sistemati in piccoli alberghi, ed hanno la possibilità di affiancare l'impegno negli studi con numerose altre attività.
La città recentemente gode anche di un certo sviluppo del settore turistico e, oltre alle sue bellezze, offre numerosi servizi come locali, bar, ristoranti, negozietti di souvenir Maya e l'organizzazione di gite nei luoghi circostanti.
Il 3 giugno 2018 la lava del vulcano Fuego si è riversata sui villaggi vicino al vulcano e sulla città coloniale di Antigua, il più importante sito turistico del Paese.

## Monumenti e luoghi d'interesse

### Architetture civili
- Palazzo dei Capitani Generali

### Architetture religiose
- Chiesa di Santa Maria della Mercede
- Chiesa di San Francesco
- Chiesa e Convento dei Cappuccini

## Società

### Evoluzione demografica
La città raggiunse un picco numerico di circa 60.000 abitanti verso la metà degli anni 1770, ma la maggior parte degli abitanti se ne andò altrove verso la fine del XVIII secolo. Nonostante alla fine del secolo scorso si sia verificata una significativa crescita del numero dei residenti, verso il 1990 la città contava soltanto la metà della popolazione di un tempo. Secondo i dati tratti dal censimento del 2005, la cittadina risultava essere abitata da circa 33.000 persone.

## Galleria d'immagini

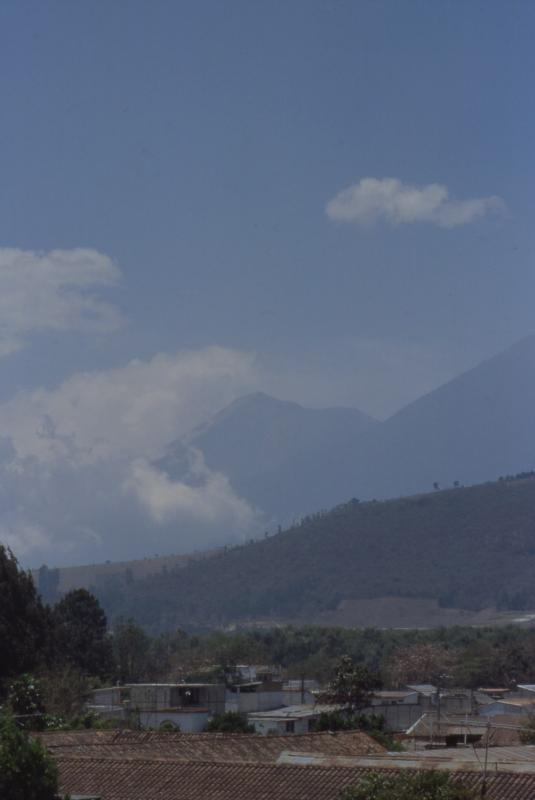
Volcán de Fuego
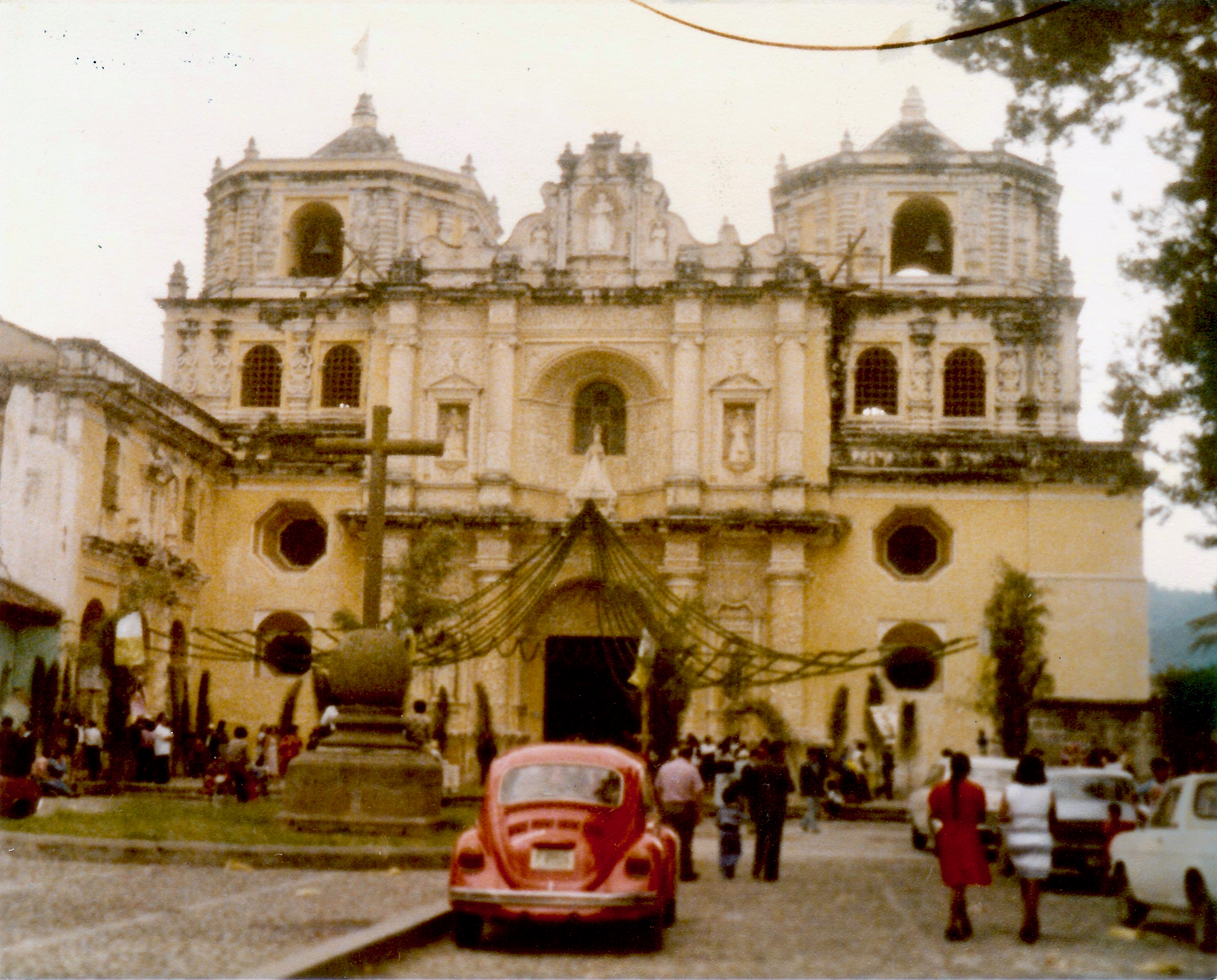
Chiesa della Mercede
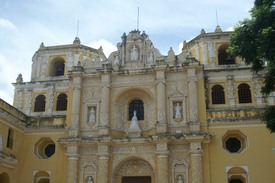
Chiesa della Mercede
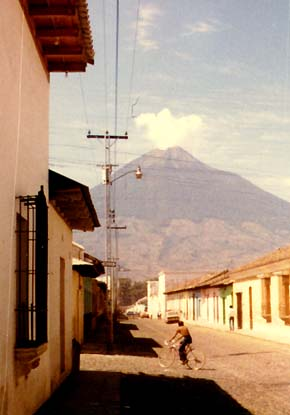
Una strada della città con il Volcán de Agua in lontananza
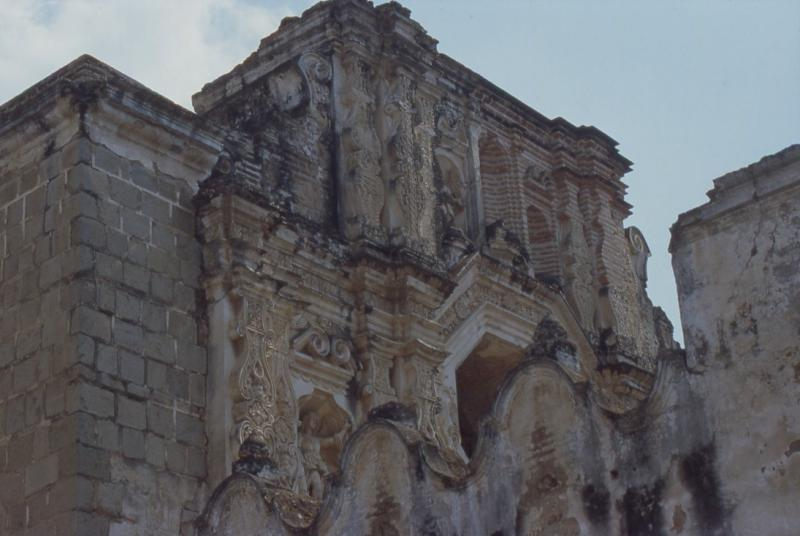
Convento di Santa Chiara
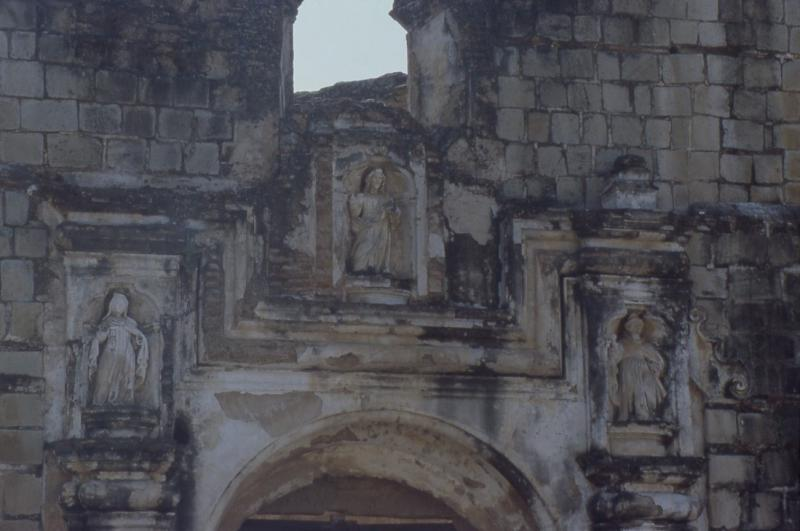
Convento di Santa Chiara
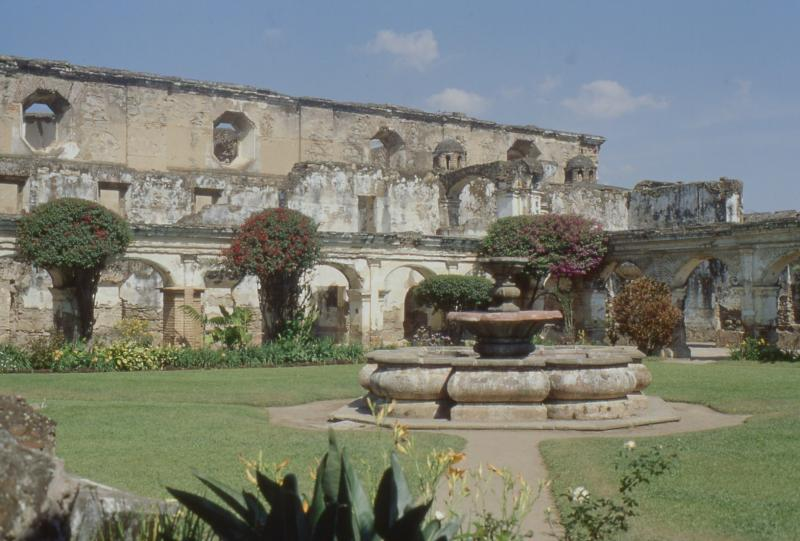
Convento di Santa Chiara
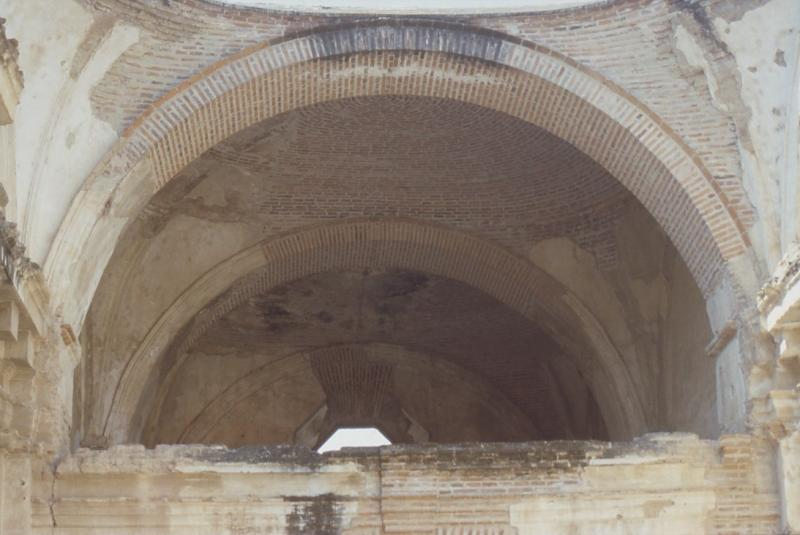
Convento di Santa Chiara
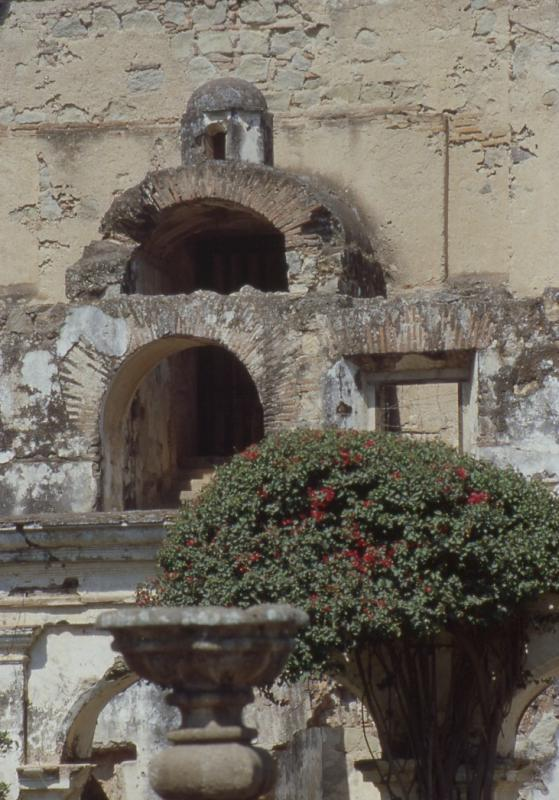
Convento di Santa Chiara
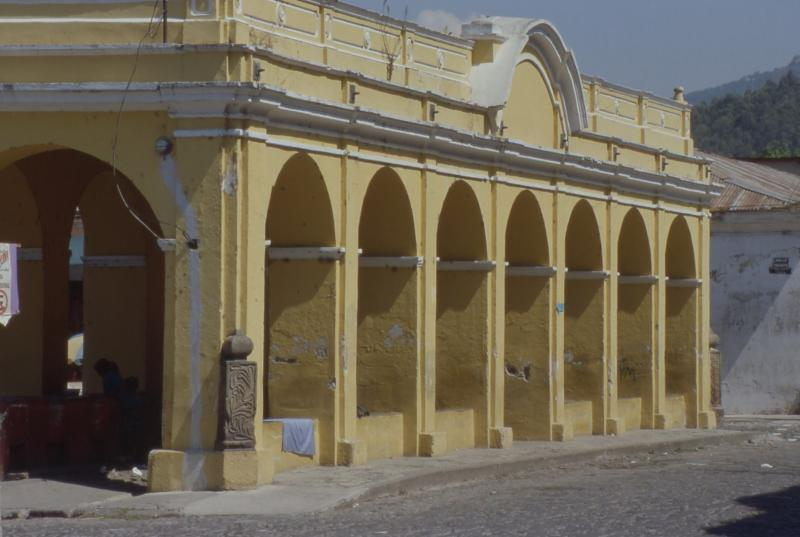
Il lavatoio
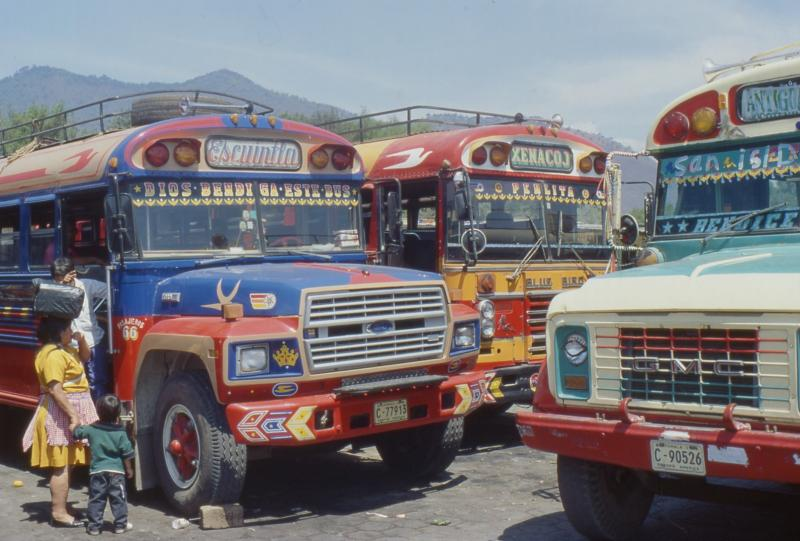
Stazione degli autobus
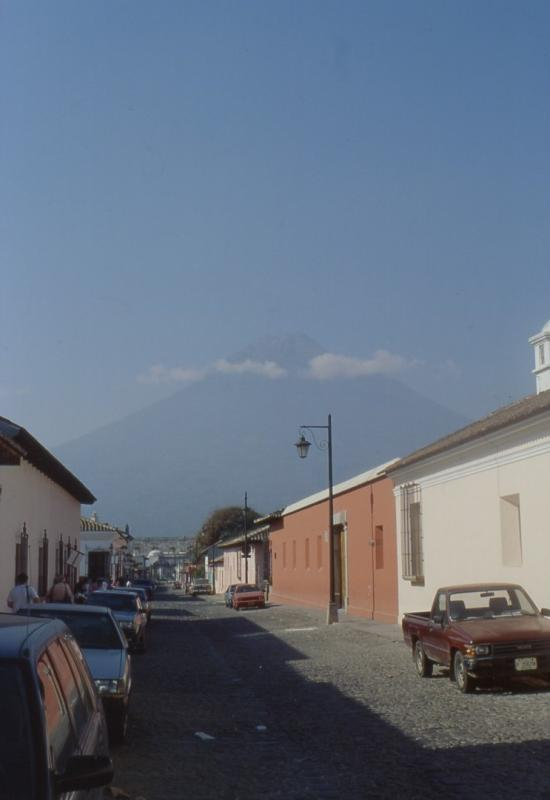
Volcán de Agua